# Вечерний Киев (телепередача)
«Вечерний Киев» (укр. Вечірній Київ) — юмористическое ток-шоу формата "для всей семьи от"Студии Квартал-95. Программа была создана с применением новых технологий, и выходит на  украинском телеканале «1+1». 
Проект объединил множество программ, рубрик и разнообразных юмористических элементов. Выпуски программы отличаются друг от друга. В проекте нет единого сценария, шаблона или чёткой структуры. Немаловажное внимание уделяется импровизации и нестандартным находкам. 
Хронометраж каждого выпуска составляет полтора часа.

## История
Появление на телеэкранах современного ток-шоу стало качественно новым шагом в развитии развлекательного сегмента украинского телевидения. Лидер команды КВН «95-й квартал» вместе с автором команды создали собственную популярную юмористическую программу на украинском телевидении - «Вечерний квартал». Затем решено было попробовать себя в новом жанре — современном большом развлекательном ток-шоу весьма необычного формата. 
С 23 марта по 11 мая 2012 года шоу выходило на телеканале «Интер» (Украина). Со 2 ноября 2012 года шоу каждую неделю выходит на телеканале «1+1» (Украина). 
16 ноября 2012 года в рамках шоу «Киев Вечерний» состоялась премьера политического мультипликационного сериала «Сказочная Русь» от студии «Квартал-95». Появление на телеэкранах нового мультсериала не обошлось без скандала и существенно повысило рейтинг программы «Киев Вечерний».

## Сюжет шоу
Ведущие проекта  - Владимир Зеленский и Валерий Жидков приглашают в гости известных людей:  звёзд отечественного и зарубежного шоу-бизнеса, спортсменов, бизнесменов, политиков, иных деятелей культуры. Сценарий каждого шоу отличается от предыдущих выпусков. В рамках проекта осуществляются звёздные розыгрыши с гостями передачи. 
Одним из элементов шоу «Киев Вечерний» являются пародии на известные рекламные ролики, видеоклипы, телепрограммы. Музыкальное сопровождение осуществляет женский коллектив Freedom-jazz, которые прямо в студии представляют оригинальные интерпретации популярных песен.

## Пороблено в Украине
В рамках передачи «Вечерний Киев» задействован особая рубрика «Пороблено в Украине» . Это видеоролики  - пародии на популярные телепередачи, кинофильмы, телесериалы, видеоклипы и др.
- Братику — пародия на фильм «Брат 2»[7].
- «Ирония судьбы 3 или 4» — пародия на фильм «Ирония судьбы, или С лёгким паром!»[8].
- Сериал «Безрук» — пародия на сериал «Физрук»[9].
- Блокбастер «Недержимые» — пародия на «Неудержимые»[10].
- «Восточное Сердце» — «Собачье сердце»[11].
- «В Украине стало лучше!» («Стало Краще») — пародия на телерекламу[12].
- Сериал «Шерлох» — это многосерийная пародия на телесериал Шерлок, Шерлока играет Евгений Кошевой, Доктора Ватсона — Юрий Крапов[13].
- Сериал «Игры непристойных» — пародия на «Игру престолов».

В кинопародиях принимают участие участники проекта «Вечерний квартал» и другие актёры.

## Жека — Рот Народа
Евгений Кошевой даёт совёты и комментирует ситуацию в стране и в жизни.